# بطولة أوروبا للألعاب المائية 1970
بطولة أوروبا للألعاب المائية 1970 هو الموسم الـ 12 من بطولة أوروبا للألعاب المائية، عقد في الفترة 5–13 سبتمبر من 1970، وجرت المنافسات في مدينة برشلونة، إسبانيا، ونظمت من قبل الاتحاد الأوروبي للسباحة.

## النتائج
| م        | الذهبية         | الفضية           | البرونزية       |
| -------- | --------------- | ---------------- | --------------- |
| الفائزين | ألمانيا الشرقية | الاتحاد السوفيتي | ألمانيا الغربية |